# Lingua mokilese
La lingua mokilese, detta anche mokil, mwoakilese o mwoakiloa, è una lingua micronesiana parlata negli Stati Federati di Micronesia. 

## Distribuzione geografica
Secondo l'edizione 2009 di Ethnologue, la lingua è parlata da 1050 persone in Micronesia, nell'atollo di Mokil nello stato di Pohnpei, e da 180 persone negli Stati Uniti d'America.